# Grand Est
Grand Est (tidligere Alsace-Champagne-Ardenne-Lorraine) er en af de nye franske regioner, der blev oprettet pr. 1. januar 2016. Den er en fusion af regionerne Alsace, Lorraine og Champagne-Ardenne. Departementerne Bas-Rhin og Haut-Rhin i Alsace blev sammenlagt 1. januar 2021 og udgør Collectivité Européenne d'Alsace.
Navnet Grand Est blev endeliget vedtaget ved et dekret i september 2016. Indbyggertallet var 5.561.787 (2021).